# Aion (mitologia)

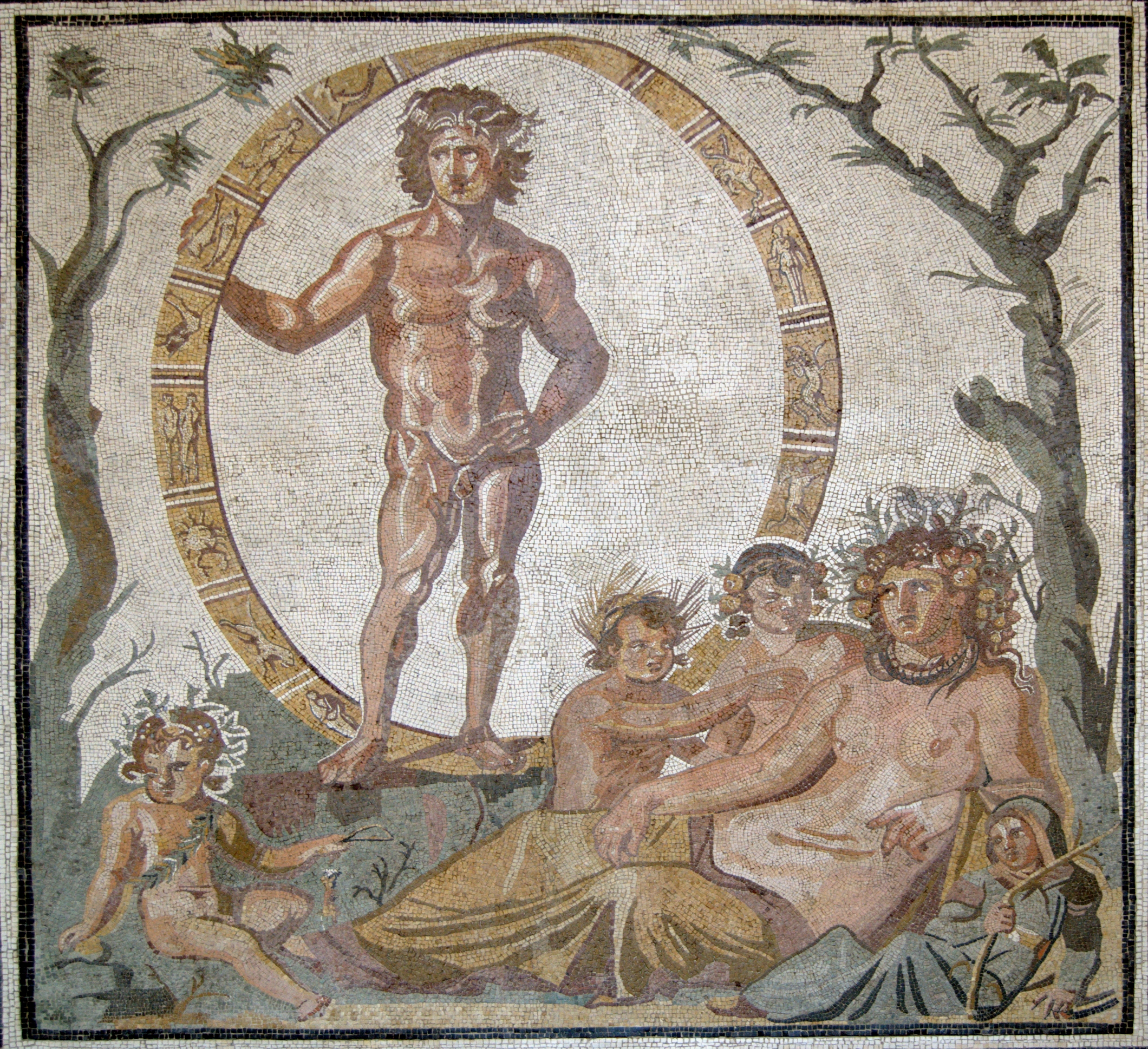
Aion cercado pelo zodíaco.

Aion (em grego:   Αἰών) é uma divindade helenística associada ao tempo, ao orbe ou círculo abrangendo o universo e ao zodíaco. O tempo representado por Aion é ilimitado, em contraste com Chronos como tempo empírico dividido em passado, presente e futuro. Ele é, portanto, um deus das eras, associado a religiões de mistério, relacionadas com a vida após a morte, tais como os mistérios de Cibele e os mistérios dionisíacos. Em latim o conceito de divindade pode aparecer como Aevum ou Saeculum.

## Iconografia e simbolismo
Aion é geralmente identificado como um jovem nu ou semi nu dentro de um círculo representando o zodíaco, ou o tempo cíclico. Exemplos incluem dois mosaicos romanos de Sentinum (moderna Sassoferrato) e Hippo Regius na África romana, e a placa de Parabiago. Mas porque ele representa o tempo como um ciclo, ele também pode ser imaginado como um homem velho. No  Dionísiaca, Nonnus associa Aion com o Horae e diz que ele muda o fardo da velhice como uma cobra que solta as bobinas do escamas antigas e inúteis, rejuvenescendo enquanto lavam as ondas das leis do tempo.

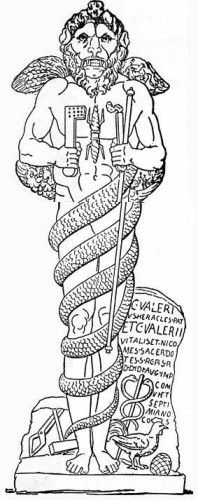
Desenho de figura leontocefalina encontrada no mithraeum de C. Valerius Heracles e filhos, dedicado 190 dC em Ostia Antica, Itália (CIMRM 312)

A imagem da serpente retorcida está conectada ao aro ou roda através do ouroboros, um anel formado por uma cobra segurando a ponta da cauda na boca. O comentarista latino do século IV dC Servius observa que a imagem de uma cobra mordendo sua cauda representa a natureza cíclica do ano. Diz que "de acordo com os egípcios, antes da invenção do alfabeto o ano era simbolizado por uma figura, uma serpente mordendo o próprio rabo, porque se repete" (annus secundum Aegyptios indicabatur ante inventas litteras picto dracone caudam suam mordente, quia in se recurrit). Em seu trabalho do século V em hieróglifos, Horapolo faz uma outra distinção entre uma serpente que esconde sua cauda sob o resto de seu corpo, que representa Aion, e o ouroboros que representa o "kosmos", que é a serpente devorando sua cauda.
Em sua reconstrução altamente especulativa da cosmogonia mitráica, Franz Cumont posicionou Aion como Tempo Ilimitado (às vezes  representado como Saeculum, Chronus, ou Saturno) como o deus que emergiu de primordial Caos, e que por sua vez geraram o Céu e a Terra. Esta divindade é representada como a leontocephalina, a figura masculina de cabeça de leão alada cujo torso nu é entrelaçado por uma serpente. Ele tipicamente segura um cetro, chaves ou um raio. A figura do Tempo "desempenhou um papel considerável, embora para nós completamente obscuro", na teologia mitráica.
Aion é identificado com Dionísio em escritores cristãos e neoplatônicos, mas não há referências a Dionísio como Aion antes da era cristã. Eurípides, no entanto, chama Aion de filho de Zeus.
A Suda identifica Aion com Osiris. Na Alexandria ptolomaica, no local de um oráculo de sonho, o deus helenístico sincrético Serápis foi identificado como Aion Plutônio. O epíteto "Plutônio" marca aspectos funcionais compartilhados com Plutão, consorte de Perséfone e rei do submundo na Tradição Eleusina. Epifânio diz que no nascimento de Aion de Kore a Virgem em Alexandria foi celebrado 6 de janeiro. Neste dia e a esta hora a Virgem deu à luz Aion. A data, que coincide com Epifania, encerra as celebrações de ano novo, completando o ciclo de tempo que Aion incorpora.

## Império Romano
Este Aion sincrético tornou-se um símbolo e garante da perpetuidade do domínio romano, e imperadores como Antoninus Pius emitiram moedas com a legenda Aion, cuja contraparte romana feminina era Aeternitas.  Moedas romanas associam Aion e Aeternitas à fênix como um símbolo de renascimento e renovação cíclica.
Aion estava entre as virtudes e personificações divinas que faziam parte do discurso helênico tardio, no qual eles figuram como "agentes criativos em grandes esquemas cosmológicos". O significado de Aion está em sua maleabilidade: ele é uma "concepção fluida" através da qual várias ideias sobre tempo e divindade convergem na era helenística, no contexto das tendências monoteísticas.

## Leitura complementar
- Kákosy, László. "Osiris-Aion". In: Oriens Antiquus, 1964 (3)
- Nock, Arthur Darby. "A Vision of Mandulis Aion". In: The Harvard Theological Review, 1934; 27 (1)
- Zuntz, Günther. Aion, Gott des Römerreichs. Carl Winter Universitatsverlag, 1989 ISBN 3533041700.
- Zuntz, Günther. AIΩN in der Literatur der Kaiserzeit. Osterreichischen Akademie der Wissenschaften, 1992 ISBN 3700119666.